# Karen Blixen
Barunica Karen Christenze von Blixen-Finecke (17. travnja 1885. – 7. rujna 1962.), danska je spisateljica također poznata pod imenom Isak Dinesen, ali je koristila i imena Tania Blixen, Osceola i Pierre Andrézel. Svoja djela je pisala na danskom i engleskom jeziku. Velikoj publici je poznata je po biografskom djelu Moja Afrika, čija radnja se događa u Keniji i po kojem je snimljen istoimeni film 1985, i po priči Babetina gozba (Anecdotes of Destiny, 1958.) koja je ekranizirana 1987, te bio prvi danski film da osvoji nagradu Oscar u kategoriji Najbolji strani film. 
Potječe iz aristokratske obitelji pisaca i časnika. U literaturi se javlja 1905. a svoje najpoznatije djelo Moja Afrika ovjavljuje 1937.

### Djela
- The Hermits (1907.)
- The Ploughman (1907.)
- The de Cats Family (1909.)
- The Revenge of Truth (1926.)
- Seven Gothic Tales (1934.)
- Out of Africa (1937.)
- Winter's Tales (1942.)
- The Angelic Avengers (1947.)
- Last Tales (1957.)
- Anecdotes of Destiny (1958.)
- Shadows on the Grass (1960.)
- Ehrengard (postumno, 1963.)
- Carnival: Entertainments and Posthumous Tales (postumno, 1977.)
- Daguerreotypes and Other Essays (postumno, 1979.)
- On Modern Marriage and Other Observations (postumno, 1986.)
- Letters from Africa, 1914–1931 (postumno, 1981.)
- Karen Blixen in Danmark: Breve 1931–1962 (postumno, 1996.)